# Andover (Kansas)
Andover és una població dels Estats Units a l'estat de Kansas. Segons el cens del 2000 tenia 6.698 habitants.

## Demografia
Segons el cens del 2000, Andover tenia 6.698 habitants, 2.274 habitatges, i 1.766 famílies. La densitat de població era de 377,5 habitants per km².
Dels 2.274 habitatges en un 48,4% hi vivien nens de menys de 18 anys, en un 64,6% hi vivien parelles casades, en un 9,2% dones solteres, i en un 22,3% no eren unitats familiars. En el 19,5% dels habitatges hi vivien persones soles el 8,2% de les quals corresponia a persones de 65 anys o més que vivien soles. El nombre mitjà de persones vivint en cada habitatge era de 2,86 i el nombre mitjà de persones que vivien en cada família era de 3,3.
Per edats la població es repartia de la següent manera: un 33,4% tenia menys de 18 anys, un 6,3% entre 18 i 24, un 30% entre 25 i 44, un 19,9% de 45 a 60 i un 10,5% 65 anys o més.
L'edat mediana era de 34 anys. Per cada 100 dones de 18 o més anys hi havia 87,3 homes.
La renda mediana per habitatge era de 57.163 $ i la renda mediana per família de 65.781 $. Els homes tenien una renda mediana de 50.326 $ mentre que les dones 30.683 $. La renda per capita de la població era de 24.818 $. Entorn del 6,2% de les famílies i el 6,3% de la població estaven per davall del llindar de pobresa.

## Poblacions més properes
El següent diagrama mostra les poblacions més properes.